# Андреєнко Кирило Леонідович
Кири́ло Леоні́дович Андре́єнко (нар. 6 травня 1988, м. Чита, Забайкальський край, РРФСР — пом. 29 липня 2014, с. Латишеве, Шахтарський район, Донецька область, Україна) — український військовослужбовець, спецпризначенець, капітан Збройних сил України, учасник російсько-української війни.

## Життєпис
Народився 1988 року в російському місті Чита на Забайкаллі, в родині кадрового офіцера. Сам з дитинства також мріяв стати військовим як батько. Посилено займався спортом, із золотою медаллю закінчив середню загальноосвітню школу № 34 м. Дніпро (на той час Дніпропетровськ), де навчався з 1995 по 2005 рік. 2011 закінчив з відзнакою та золотою медаллю Академію сухопутних військ імені гетьмана Петра Сагайдачного, факультет бойового застосування військ, спеціалізація «Управління діями підрозділів військової розвідки та спеціального призначення».
Через півроку я отримаю перші офіцерські зірочки, але вже зараз знаю з чого почати. Всім відомо: щоб щось поміняти, треба починати з себе. Отже, як хочеш жити в кращій країні, треба самому стати кращим! Для себе я вирішив: по випуску стати командиром взводу і зробити його кращим. Потім прийняти роту і теж зробити її кращою. Потім вибитись в керівництво Збройних Сил. Адже якщо хочеш щось поміняти на краще — треба прийти до влади і бути у владі гідним свого народу, корисним йому!.. (с-т К. Андрієнко (2011) // Офіцер України. — 2011. — Чис. 3(4). — С. 11.)
Наказом Міністра оборони України від 18.06.2011 року № 588 призначений на посаду командира групи спеціального призначення роти спеціального призначення 1-го загону спеціального призначення 3-го окремого полку спецпризначення Сухопутних військ Збройних сил України, в/ч А0680, м. Кропивницький (на той час Кіровоград).
За короткий проміжок часу став одним із кращих та авторитетних командирів розвідувальних груп елітної військової частини. Восени 2013, саме підрозділу Андреєнка довірили захищати честь України на міжнародних змаганнях «Cambrian Patrol 2013», які проходили у Великій Британії серед розвідувальних груп військ спеціального призначення. Тоді, вперше за історію проведення цих змагань була запрошена команда з СНД, зокрема з України. Завдяки вправній підготовці та умілому командуванню підрозділом, українські спецпризначенці серед 120 команд здобули «бронзову» медаль.

### Бойовий шлях
З перших днів проведення антитерористичної операції виконував бойові завдання на Сході України, врятував не одне людське життя. У підпорядкуванні офіцера було 60 бійців. Зі своїм підрозділом супроводжував колони, виводив захоплену проросійськими силами військову техніку зі Слов'янська, зайняв і обороняв Краматорський аеродром, брав участь у штурмі захопленого бойовиками Міжнародного аеропорту «Донецьк», проводив розвідку, у тому числі в тилу ворога під виглядом місцевого мешканця, здійснював евакуації українських льотчиків літаків та гвинтокрилів, збитих терористами, разом зі своїм заступником підірвав ворожу понтонну переправу через річку Сіверський Донець.
У червні 2014 Андреєнка мали перевести до мирного Львова на посаду помічника начальника розвідки штабу 80-ї окремої аеромобільної бригади, навчати офіцерів, передавати досвід. Проте він залишився в 3-му полку, щоб не кидати своїх побратимів на фронті: «Я своїх „лісових братів“ не залишу! Переведуся після війни».
Під час війни достроково отримав чергове військове звання «капітан» та був представлений до ордена Богдана Хмельницького ІІІ ступеня.

### Обставини загибелі
28 липня 2014 спецпризначенці під загальним командуванням підполковника Сергія Лисенка (18 чоловік — дві розвідгрупи по 8 бійців під командуванням капітанів Кирила Андреєнка і Тараса Карпи та двоє водіїв «Уралів») виїхала в район міста Сніжне на спецзавдання з евакуації пілотів збитого літака Су-25. Вони успішно провели операцію з порятунку одного пілота збитого штурмовика і заночували на території закинутої ферми поблизу села Латишеве. Власник ферми 61-річний Микола Бутрименко зустрів військовиків і запросив їх переночувати в ангарі, а сам виїхав до Сніжного й доніс про це терористам, які приїхали на бронетехніці й оточили ферму 29 липня. У нерівному бою під час прориву загинули 10 спецпризначенців: підполковник Сергій Лисенко, капітан Кирило Андреєнко, капітан Тарас Карпа (вважався зниклим безвісти, помер від поранень у полоні), старшина Олексій Глобенко, старшина Андрій Шершень, сержант Анатолій Бузуляк, старші солдати Сергій Гришин (вважався зниклим безвісти, помер від поранень у полоні), Лев Панков, Ярослав Шимчик та Роман Рикалов (вважався зниклим безвісти). Ворог зміг наблизитися до пораненого капітана Андреєнка, лише коли в нього закінчилися патрони. Після безуспішного допиту пораненого капітана терористи жорстоко добили в потилицю саперною лопаткою. Четверо українських бійців, які перебували в секретах, самостійно дістались до розташування своїх військ. П'ятеро поранених потрапили в полон, згодом їх звільнили за обміном.
6 серпня з капітаном Андреєнком та трьома його побратимами Шершнем, Бузуляком і Шимчиком прощались у Кропивницькому. Похований у Львові, на Личаківському цвинтарі на Полі почесних поховань № 76 поруч із Меморіалом воїнам Української Галицької Армії.
Залишились батьки — Валентина Михайлівна і Леонід Степанович, брат та дружина Олена у Львові.
27 червня 2016 затримано зрадника Бутрименка, який навів російських терористів на місце розташування українського підрозділу.

## Нагороди
- 14 листопада 2014 року, за особисту мужність і героїзм, виявлені у захисті державного суверенітету та територіальної цілісності України, вірність військовій присязі, відзначений — нагороджений орденом Богдана Хмельницького III ступеня (посмертно)[6].
- Нагороджений відзнакою УПЦ КП — медаллю «За жертовність і любов до України» (червень 2016, посмертно)[7].
- За заслуги у справі відродження духовності в Україні нагороджений Орденом Святого Юрія Переможця УПЦ КП (посмертно).

## Вшанування пам'яті
- Наказом Міністра оборони України від 29.01.2016 року № 47 зарахований навічно до списків 11-го навчального курсу факультету бойового застосування військ Національної академії Сухопутних військ імені гетьмана Петра Сагайдачного[8].
- У Дніпрі, на фасаді середньої ЗОШ № 34 відкрито меморіальну дошку на честь випускника школи капітана Андрієнка[9].